# Laurids Rudebeck
Laurids Rudebeck (født 6. april 1960 i Over Jerstal, død 10. maj 2016 i Tønder) var en dansk politiker, der fra juli 2009 og indtil sin død var borgmester i Tønder Kommune, valgt for Venstre.
Rudebeck var politiuddannet; ansat i Politiet siden 1981 og fra 2007 leder af lokalpolitiet i Tønder.
Han blev medlem af kommunalbestyrelsen i 2006 og blev valgt til borgmester efter at Vagn Therkel Pedersen trak sig. Ved kommunalvalget 2009 lykkedes det ham at beholde borgmesterposten gennem en konstitueringsaftale med deltagelse af alle partier i kommunalbestyrelsen.